# Diederik Kettler zu Hovestadt

Wapen Kettler Neu Assen

Wapen von Wylich

Diederik Kettler zu Hovestadt heer van Hovestadt (1520-1585), was een zoon van Goswin II Kettler zu Hövestadt heer van Hovestadt (1475-) en Clara von Hoberg zu Tatenhausen (ca. 1498-).
Hij trouwde op 23 juli 1545 met Hedwig von Wylich-Diersfordt (1525-1560). Zij was een dochter van Diederik II von Wylich heer van Diersfordt, Probsting, Winnenthal, Ringenberg en Dornick (1493-1569) en Elburge van Boetzelaer (1495-1525). Elburga was een dochter van Sweder van den Boetzelaer, ridder (1440 - 5 juli 1505) en Hadewig van den Schulenborg erfvrouwe van Schuilenburg (ca. 1473-1532).
Uit zijn huwelijk zijn de volgende kinderen geboren:
- Clara Kettler (1545-)
- Goswin III Kettler zu Hövestadt heer van Hovestadt (1550-1610)
- Adolphine Kettler (1565-)